# Melgar (provincie)
Melgar is een provincie in de regio Puno in Peru. De provincie heeft een oppervlakte van  6.447 km² en telt 76.986 inwoners (2015). De hoofdplaats van de provincie is het district Ayaviri; dit district vormt  veneens de stad (ciudad) Ayaviri.

## Bestuurlijke indeling
De provincie Melgar is verdeeld in negen districten, UBIGEO tussen haakjes:
- (210802) Antauta[3]
- (210801) Ayaviri,[4] hoofdplaats van de provincie en vormt de stad (ciudad) Ayaviri
- (210803) Cupi[5]
- (210804) Llalli[6]
- (210805) Macari[7]
- (210806) Nuñoa[8]
- (210807) Orurillo[9]
- (210808) Santa Rosa[10]
- (210809) Umachiri[11]

Azángaro · Carabaya · Chucuito · El Collao · Huancane · Lampa · Melgar · Moho · Puno · San Antonio de Putina · Sandia · San Román · Yunguyo